# Saison 1986-1987 des Bulls de Chicago
La saison 1986-1987 des Bulls de Chicago est la 21e saison de basket-ball de la franchise américaine de la National Basketball Association (généralement désignée par le sigle NBA).

## Draft
| Tour | Choix | Joueur            | Poste | Nationalité | Provenance             |
| ---- | ----- | ----------------- | ----- | ----------- | ---------------------- |
| 1    | 9     | Brad Sellers      | F/C   | États-Unis  | Ohio State             |
| 2    | 28    | Larry Krystkowiak | F     | États-Unis  | Montana                |
| 3    | 52    | Ricky Wilson      | G     | États-Unis  | George Mason           |
| 4    | 74    | Scott Meents      | F     | États-Unis  | Illinois               |
| 6    | 120   | Pete Myers        | G     | États-Unis  | Arkansas - Little Rock |

## Classements de la saison régulière
| Conférence Est | Conférence Est         | Conférence Est | Conférence Est | Conférence Est |
| No             | Franchise              | Vic.           | Déf.           | PCT            |
| -------------- | ---------------------- | -------------- | -------------- | -------------- |
| 1              | Celtics de Boston      | 59             | 23             | 72.0           |
| 2              | Hawks d'Atlanta        | 57             | 25             | 69.5           |
| 3              | Pistons de Détroit     | 52             | 30             | 63.4           |
| 4              | Bucks de Milwaukee     | 50             | 32             | 61.0           |
| 5              | 76ers de Philadelphie  | 45             | 37             | 54.9           |
| 6              | Bullets de Washington  | 42             | 40             | 51.2           |
| 7              | Pacers de l'Indiana    | 41             | 41             | 50.0           |
| 8              | Bulls de Chicago       | 40             | 42             | 48.8           |
|                |                        |                |                |                |
| 9              | Cavaliers de Cleveland | 31             | 51             | 37.8           |
| 10             | Nets du New Jersey     | 24             | 58             | 29.3           |
| 11             | Knicks de New York     | 24             | 58             | 29.3           |

| Division Centrale      | V  | D  | PCT  | GB |
| ---------------------- | -- | -- | ---- | -- |
| Hawks d'Atlanta        | 57 | 25 | 69.5 | -  |
| Pistons de Détroit     | 52 | 30 | 63.4 | 5  |
| Bucks de Milwaukee     | 50 | 32 | 61.0 | 7  |
| Pacers de l'Indiana    | 41 | 41 | 50.0 | 16 |
| Bulls de Chicago       | 40 | 42 | 48.8 | 17 |
| Cavaliers de Cleveland | 31 | 51 | 37.8 | 26 |

## Effectif
| Effectif des Bulls de Chicago 1986-1987 |
| --- |
| 3 Sedale Threatt • 5 John Paxson • 6 Brad Sellers • 10 Pete Myers • 17 Mike Brown • 20 Gene Banks • 21 Elston Turner • 23 Michael Jordan • 31 Granville Waiters • 34 Charles Oakley • 40 Dave Corzine • 50 Ben PoquetteEntraîneur : Doug Collins |

## Playoffs

### Premier tour
(1) Celtics de Boston vs. (8) Bulls de Chicago : Chicago s'incline sur la série 0-3
- Game 1 @ Boston :  Boston 108-104 Chicago
- Game 2 @ Boston :  Boston 105-96 Chicago
- Game 3 @ Chicago :  Boston 105-94 Chicago

## Statistiques

### Saison régulière
| Joueur            | MJ | MC | MPG  | FG%  | 3P%  | FT%  | RPG  | APG | SPG | BPG | PPG  |
| ----------------- | -- | -- | ---- | ---- | ---- | ---- | ---- | --- | --- | --- | ---- |
| Gene Banks        | 63 | 39 | 28.9 | .539 | .000 | .767 | 4.9  | 2.7 | 0.8 | 0.3 | 9.7  |
| Mike Brown        | 62 | 3  | 13.2 | .527 |      | .639 | 3.5  | 0.4 | 0.3 | 0.1 | 4.2  |
| Fred Cofield      | 5  | 0  | 5.4  | .182 | .000 |      | 1.0  | 0.8 | 0.4 | 0.0 | 0.8  |
| Steve Colter      | 27 | 18 | 17.5 | .345 | .000 | .846 | 1.6  | 3.5 | 0.7 | 0.2 | 4.9  |
| Dave Corzine      | 82 | 39 | 27.9 | .475 | .000 | .736 | 6.6  | 2.5 | 0.5 | 1.1 | 8.3  |
| Earl Cureton      | 43 | 36 | 25.7 | .467 | .000 | .534 | 5.3  | 1.6 | 0.3 | 0.6 | 6.9  |
| Darren Daye       | 1  | 0  | 7.0  |      |      |      | 1.0  | 1.0 | 0.0 | 0.0 | 0.0  |
| Michael Jordan    | 82 | 82 | 40.0 | .482 | .182 | .857 | 5.2  | 4.6 | 2.9 | 1.5 | 37.1 |
| Pete Myers        | 29 | 0  | 5.3  | .365 | .000 | .651 | 0.6  | 0.7 | 0.5 | 0.1 | 2.3  |
| Charles Oakley    | 82 | 81 | 36.3 | .445 | .367 | .686 | 13.1 | 3.6 | 1.0 | 0.4 | 14.5 |
| John Paxson       | 82 | 64 | 32.8 | .487 | .371 | .809 | 1.7  | 5.7 | 0.8 | 0.1 | 11.3 |
| Ben Poquette      | 21 | 1  | 8.0  | .525 | .000 | .818 | 1.1  | 0.3 | 0.1 | 0.6 | 2.4  |
| Brad Sellers      | 80 | 17 | 21.9 | .455 | .200 | .728 | 4.7  | 1.3 | 0.6 | 0.9 | 8.5  |
| Sedale Threatt    | 40 | 0  | 19.5 | .480 | .000 | .803 | 1.3  | 4.4 | 1.1 | 0.2 | 7.9  |
| Elston Turner     | 70 | 4  | 13.4 | .444 | .125 | .742 | 1.6  | 1.5 | 0.4 | 0.1 | 3.5  |
| Granville Waiters | 44 | 26 | 12.1 | .430 | .000 | .556 | 2.0  | 0.5 | 0.2 | 0.7 | 1.9  |
| Perry Young       | 5  | 0  | 4.0  | .500 |      | .500 | 0.2  | 0.0 | 0.2 | 0.0 | 1.0  |

### Playoffs
| Joueur            | MJ | MC | MPG  | FG%  | 3P%  | FT%   | RPG  | APG | SPG | BPG | PPG  |
| ----------------- | -- | -- | ---- | ---- | ---- | ----- | ---- | --- | --- | --- | ---- |
| Gene Banks        | 3  | 3  | 26.3 | .591 |      | .625  | 2.7  | 0.7 | 0.0 | 0.0 | 10.3 |
| Mike Brown        | 1  | 0  | 3.0  | .000 |      |       | 0.0  | 0.0 | 1.0 | 0.0 | 0.0  |
| Dave Corzine      | 3  | 3  | 40.7 | .455 |      | .778  | 7.0  | 2.3 | 0.3 | 1.0 | 9.0  |
| Michael Jordan    | 3  | 3  | 42.7 | .417 | .400 | .897  | 7.0  | 6.0 | 2.0 | 2.3 | 35.7 |
| Pete Myers        | 1  | 0  | 1.0  | .000 |      |       | 0.0  | 0.0 | 0.0 | 0.0 | 0.0  |
| Charles Oakley    | 3  | 3  | 43.0 | .380 | .500 | .833  | 15.3 | 2.0 | 1.3 | 0.3 | 20.0 |
| John Paxson       | 3  | 3  | 29.0 | .500 | .429 | 1.000 | 1.0  | 3.7 | 0.7 | 0.0 | 8.7  |
| Brad Sellers      | 3  | 0  | 22.7 | .316 |      | 1.000 | 2.3  | 1.0 | 0.0 | 0.3 | 5.0  |
| Sedale Threatt    | 3  | 0  | 23.3 | .471 |      | 1.000 | 1.7  | 5.3 | 0.3 | 0.0 | 6.7  |
| Elston Turner     | 3  | 0  | 8.3  | .800 |      |       | 0.7  | 0.3 | 0.7 | 0.0 | 2.7  |
| Granville Waiters | 2  | 0  | 4.0  |      |      |       | 0.5  | 0.0 | 0.0 | 0.5 | 0.0  |

## Récompenses
- Michael Jordan, Vainqueur du Slam Dunk Contest
- Michael Jordan, All-NBA First Team
- Michael Jordan, NBA All-Star Game